# Hồng lâu mộng
Hồng lâu mộng (giản thể: 红楼梦; phồn thể: 紅樓夢; bính âm: Hónglóu mèng) hay tên gốc Thạch đầu ký (giản thể: 石头记; phồn thể: 石頭記; bính âm: Shítóu jì) là một trong Tứ đại danh tác của Trung Quốc. Với hơn 100 triệu bản được xuất bản, tiểu thuyết này trở thành một trong những sách bán chạy nhất của mọi thời đại.
Tác phẩm ra đời vào khoảng giữa thế kỉ XVIII, đời nhà Thanh, 80 hồi đầu do Tào Tuyết Cần viết, 40 hồi sau do Cao Ngạc viết thêm và soạn thành sách. Vì tác giả bản gốc mất trước khi tiểu thuyết hoàn thành, nên những nội dung kết thúc câu chuyện là bí ẩn, gây tò mò muốn khám phá của nhiều thế hệ độc giả, và nảy sinh Hồng học. Ngoài ra Hồng lâu mộng còn có một số tên khác như:
- Thạch Đầu Ký tức là chuyện Thần Anh đầu thai xuống hạ giới trả nợ tình duyên rồi lại trở về kiếp đá.
- Vì nguyên Bảo Ngọc là người đa tình sau lại đi tu nên có tên là Tình Tăng lục (情僧录 - ghi chép về ông sư đa tình) hay Phong Nguyệt bảo giám (风月宝鉴).
- Thập nhị kim thoa (十二金釵): lấy chuyện mười hai cô gái đẹp trong truyện để đặt tên.
- Kim Ngọc kì duyên (金玉奇緣): Bảo Thoa có vàng, Bảo Ngọc có ngọc nên Bảo Ngọc lấy Bảo Thoa là Kim Ngọc kì duyên.

## Ngôn ngữ
Hồng Lâu Mộng được viết bằng văn bạch thoại (ngôn ngữ bình dân), mặc dù bản thân Tào Tuyết Cần rất giỏi cổ văn và thơ phú. Các đoạn hội thoại trong Hồng Lâu Mộng dựa trên tiếng Quan Thoại Bắc Kinh, cơ sở của tiếng Trung Quốc hiện đại.
Tiểu thuyết đã được dịch ra 20 thứ tiếng phổ biến trên thế giới như tiếng Anh, tiếng Pháp, tiếng Nga, tiếng Đức, tiếng Ý, tiếng Hi Lạp, tiếng Nhật, tiếng Triều Tiên, tiếng Việt v.v.

## Bối cảnh xã hội

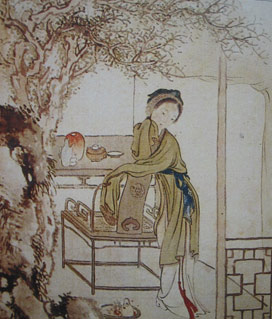
Một cảnh trong truyện

Thời nhà Thanh, dưới thời Ung Chính, Càn Long (1723 - 1795) là thời kinh tế cực thịnh, chẳng những nông nghiệp, thủ công nghiệp mà cả khai khoáng, thương nghiệp cũng phát triển phồn vinh. Các thành thị lớn như Nam Kinh, Dương Châu, Vũ Xương, Nhạc Châu... buôn bán sản xuất sầm uất, là những đô thị lớn. Nền kinh tế tự phát tư bản chủ nghĩa xuất hiện trong lòng xã hội phong kiến chuyên chế mọt ruỗng đang trên đà tan rã, đã sản sinh ra một lớp thị dân thành thị, có những nhu cầu thẩm mĩ mới. Tây sương ký, Mẫu đơn đình, Liêu trai chí dị,... là những tác phẩm miêu tả tình yêu, những số phận, những buồn vui cá nhân... Đó chính là sự "thăng hoa" của cuộc sống tinh thần đã bắt đầu khác từ trước so với của người thành thị. Hồng lâu mộng là sự thể hiện những tư tưởng của thời đại: tinh thần dân chủ, tinh thần phê phán đời sống xã hội phong kiến mục nát, phê phán những giáo điều cổ hủ đã ăn sâu bén rễ hàng ngàn năm, đòi tự do yêu đương và mưu cầu hạnh phúc, giải phóng cá tính, khao khát tự do bình đẳng, lý tưởng cho cuộc sống... Tất cả những cái đó có mặt kế thừa tư tưởng dân chủ thời Minh và đầu thời Thanh, nhưng đó chính là sản phẩm của ý thức tư tưởng thị dân đương thời.

## Tác giả
Tác giả của Hồng Lâu Mộng, Tào Tuyết Cần (tiếng Trung: 曹雪芹; bính âm: Cao Xueqin) (1715(?)-1763(?)) tên là Triêm, tên tự là Mộng Nguyễn, Cần Phố, hiệu là Tuyết Cần, Cần Khê, người Thẩm Dương, vốn dòng dõi người Hán, sau nhập tịch Mãn Châu. Ông sống trong triều đại phong kiến nhà Thanh, Trung Quốc. Ông sinh ra trong một gia đình đại quý tộc, gia đình đời đời thế tập chức Giang Ninh chức tạo là một chức quan to thu thuế tại Giang Ninh thành. Năm lần vua Khang Hi tuần du Giang Nam thì bốn lần ngự tại Tào phủ. Cuộc sống trong phủ vô cùng xa hoa vương giả.
Không những là nhà hào môn vọng tộc lẫy lừng mà nhà họ Tào còn có truyền thống văn chương thi phú. Ông nội Tào Dần còn là một danh sĩ nổi tiếng vùng Giang Ninh, đã từng in bộ Toàn đường thi nổi tiếng. Nhưng đến đời của Tào Tuyết Cần, tất cả sự giàu sang quyền quý huy hoàng của gia đình đã trở thành quá khứ. Gia đình gặp đại họa, cha mắc tội, bị cách chức, hạ ngục, tịch biên tài sản. Ông đã phải sống trong những ngày cay đắng nhất của đời mình với nghèo khổ, đi khắp nơi để mưu sinh, sống trong cảnh "cả nhà rau cháo, rượu thường mua chịu".
Mười năm cuối đời ông đã dồn toàn bộ trí lực để tạo nên kiệt tác Hồng Lâu Mộng, một trong những tác phẩm về sau được đánh giá là kinh điển của văn học Trung Quốc. Tác phẩm đã được ông sửa chữa 5 lần trong cảnh cùng khốn, ốm đau không tiền mua thuốc, con chết. Khi ông còn sống tác phẩm đã không hoàn thành và không được công bố. Sau khi ông qua đời, hai mươi tám năm sau, Cao Ngạc đã dựa vào di thảo của ông để hoàn thành nốt bằng việc viết tiếp 40 hồi. Cao Ngạc cũng đổi tên "Thạch Đầu Ký" thành "Hồng Lâu Mộng" để phù hợp với nội dung tác phẩm. 40 chương sau của Hồng Lâu Mộng được Cao Ngạc viết tiếp không hay như 80 chương đầu vì ông không có được cái trải nghiệm đau đớn như Tào Tuyết Cần. Nhưng với 40 chương mang đến cho tác phẩm sự trọn vẹn, cho thấy họ Cao cũng là người đã sống với tác phẩm và đã nghiên cứu rất kĩ về văn phong của tác giả. Có lẽ ngoài Cao Ngạc không còn Người nào viết tiếp Hồng Lâu Mộng hay hơn ông.
Đến khoảng 1792-1793 thì Hồng Lâu Mộng được in và lưu truyền khắp Trung Quốc. Người ta cho rằng cốt truyện dựa trên hiện thực của chính dòng họ, gia đình Tào Tuyết Cần trước đây, là chuỗi tự sự lớn nhất của đời ông, như là một sự nuối tiếc thời kì vàng son rực rỡ, đồng thời nó cũng phản ánh bản chất xã hội phong kiến Trung Quốc giai đoạn ông sống. Như lời ông nói, ông viết nó không phải nhằm mục đích phê phán chế độ xã hội đương thời hay nhằm mục đích gì, ông chỉ viết để mang mục đích bày tỏ tâm sự của bản thân, giải tỏa nỗi niềm "cô phẫn" nên không có ý định xuất bản. Tuy nhiên ông đã tốn rất nhiều sinh lực và tâm huyết trong mười năm cuối cùng của cuộc đời, đến nỗi ông cũng phải thốt lên:

Xem ra chữ chữ toàn bằng huyết
Cay đắng mười năm khéo lạ lùng".

## Cốt truyện
Tác phẩm xoay quanh câu chuyện tình duyên trắc trở giữa hai anh em con cô con cậu: Giả Bảo Ngọc và Lâm Đại Ngọc, từ đó mô tả cuộc sống nhiều mặt của một đại gia đình quý tộc đời Minh từ lúc cực thịnh cho đến lúc suy vi trong vòng tám năm.
Tiểu thuyết mở đầu bằng một huyền thoại: Nữ Oa luyện đá ngũ sắc vá trời, luyện được năm vạn lẻ một viên. Viên linh thạch còn thừa được đưa về Thanh Ngạnh. Tiểu thuyết cũng đưa tích trời Thần Anh chăm sóc cây tiên Giáng Châu. Thần Anh và Giáng Châu duyên nợ, chịu ơn nhau nên phải đầu thai xuống hạ giới để "lấy hết nước mắt của đời ta để trả lại cho chàng". Từ đó dẫn ra bao nhiêu oan gia phong lưu đều phải xuống trần để trả duyên nợ, sinh ra bao nhiêu chuyện sau này.
Đá thiêng hóa thành Giả Bảo Ngọc. Cây thiêng hóa thành Lâm Đại Ngọc. Gia đình họ Giả vốn có nhiều công lao với triều đình, số lượng kẻ hầu người hạ có lúc lên tới 448 người, sống trong hai tòa dinh cơ tráng lệ bậc nhất Kinh thành. Ninh Quốc công và Vinh Quốc công là hai anh em ruột. Ninh Công là trưởng, sau khi mất con lớn là Giả Đại Hóa tập tước. Con cả Giả Phụ mất sớm, con thứ Giả Kính tập tước. Giả Kính chỉ say mê tu tiên luyện đan nên nhường cho con lớn Giả Trân tập tước, con gái thứ là Giả Tích Xuân được đem sang ở trong phủ Vinh Quốc. Giả Trân (vợ là Vưu Thị) có một đứa con trai là Giả Dung (vợ là Tần Khả Khanh), hai cha con chẳng chịu học hành, chỉ lo chơi bời cho thỏa thích, đảo lộn cả cơ nghiệp phủ Ninh. Còn phủ Vinh, sau khi Vinh Công chết, con trưởng là Giả Đại Thiện tập tước. Sau khi mất, Vợ Thiện là Giả mẫu (họ Sử) trở thành người cầm cân nảy mực của gia đình. Giả mẫu có ba con, con trưởng là Giả Xá (vợ là Hình phu nhân) được tập tước. Xá có con trai là Giả Liễn (vợ là Vương Hy Phượng) và con gái (con nàng hầu) là Giả Nghênh Xuân. Em của Xá là Giả Chính (có vợ là Vương phu nhân) được Hoàng thượng đặc cách phong tước. Giả Chính có ba người con, con lớn Giả Châu (vợ là Lý Hoàn) mất sớm, để lại một con trai là Giả Lan; con gái thứ Nguyên Xuân tiến cung làm phi tử; Giả Bảo Ngọc là cậu ấm hai, sinh ra đã ngậm một viên "Thông linh Bảo Ngọc", là niềm hi vọng của gia đình họ Giả. Ngoài ra còn có Giả Thám Xuân và Giả Hoàn là con của nàng hầu Triệu Di Nương. Giả Chính và Giả Xá còn có một em gái tên Giả Mẫn, lấy chồng là Lâm Như Hải người Cô Tô, làm quan Diêm chính thành Duy Dương, có một cô con gái tên Lâm Đại Ngọc. Bố mẹ mất sớm, Đại Ngọc được Giả mẫu đem về nuôi trong phủ Vinh Quốc.
Trong Vinh quốc phủ còn có gia đình của Tiết phu nhân, vốn là em gái Vương phu nhân, cùng con trai cả Tiết Bàn và con gái Tiết Bảo Thoa vừa vào Kinh cùng đến ở.

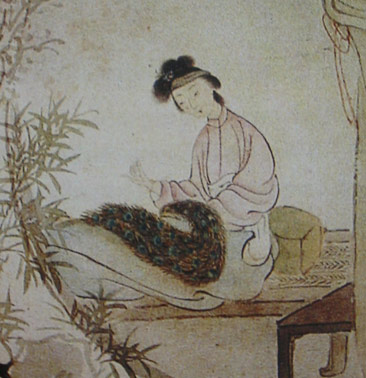
Tình Văn đang ốm vùng dậy vá áo cừu

Vì con gái của Giả Chính là Nguyên Xuân được vua phong là Nguyên phi nên để mỗi lần về tỉnh thân, phủ Vinh quốc cho xây dựng vườn Đại quan cực kì tráng lệ huy hoàng. Khu vườn Đại quan này chỉ dành cho các cô tiểu thư xinh đẹp của hai phủ Vinh và phủ Ninh lui tới vui chơi. Giả Bảo Ngọc là cậu ấm duy nhất được lui tới và tìm được người tâm đầu ý hợp là Lâm Đại Ngọc. Nhưng mọi người trong gia đình không muốn cuộc hôn nhân này diễn ra. Lâm Đại Ngọc là người con gái dung mạo tuyệt sắc, là một tâm hồn thi phú đích thực nhưng vô cùng nhạy cảm và mảnh mai, lại phải cảnh ăn nhờ ở đậu nên tính tình càng thêm sầu bi, cô độc. Cho nên nàng thương hoa, khóc hoa, chôn hoa, tâm hồn nàng như một sợi tơ đàn mảnh mai, bất kể một giọt mưa thu hay tơ liễu bay đều âm vang một điều bi thương đứt ruột. Nàng cho rằng Bảo Ngọc không cần thi cử, làm quan; lánh xa công danh phú quý. Trong khi đó, Bảo Thoa, người con gái đài các, sắc sảo, đức hạnh theo đúng khuôn phép chuẩn mực phong kiến lại luôn khuyến khích Bảo Ngọc học hành đỗ đạt để lọt vào tầm ngắm của các bậc huynh trưởng trong dòng họ. Lúc đầu, Bảo Ngọc còn phân vân trước tình yêu của Bảo Thoa, "gần cô chị thì quên khuấy cô em"; song dần dần, nhận thấy Bảo Thoa chỉ mong ngóng cái danh "lập thân", nên Bảo Ngọc đã dành trái tim mình cho Đại Ngọc, mong muốn lấy nàng làm vợ. Gia đình họ Giả coi đó là một tai họa.
Phần sau:
(1) Theo một số nhà Hồng học, trong lúc thế lực của hai phủ họ Giả bị lung lay do mắc tội với triều đình, cả hai phủ đều bị phân li, kẻ chết người đi đày, trong một cố gắng cuối cùng nhằm cứu vãn gia tộc, Phượng Thư (chị dâu của Bảo Ngọc) đã đặt kế tráo hôn. Khi mở khăn che mặt cô dâu thấy không phải Đại Ngọc, Bảo Ngọc bỏ đi, về sau hóa thành đá. Lâm Đại Ngọc nghe tiếng pháo đám cưới của Bảo Ngọc, uất ức phát bệnh, ho ra máu mà chết. Kết thúc pho truyện là một khúc nhạc ai oán cho cuộc sống vương giả như mây tan bèo dạt, như một "giấc mộng trong chiếc lầu hồng" như một sự chiêm nghiệm về lẽ đời của họ Tào.
(2) Theo 40 hồi cuối Cao Ngạc viết đưa kết thúc khác là sau đám cưới ấy, Lâm Đại Ngọc chết, còn Bảo Ngọc chấp nhận sống với Bảo Thoa. Sau này, gia đình lung lay, bị tịch thu tài sản, Giả Chính đi làm quan xa nhà, luôn viết thư về giục giã hai chú cháu Bảo Ngọc và Giả Lan học hành chăm chỉ. Cuối cùng, Bảo Ngọc và Giả Lan đều đỗ cử nhân, nhưng ngay sau đó Bảo Ngọc bỏ nhà đi tu. Bảo Thoa thì đang mang thai đứa bé - hi vọng của nhà họ Giả.

## Hệ thống văn bản
Văn bản Hồng lâu mộng có thể chia làm hai loại là Chi bản (bản chữ sáp, do Chi Nghiễn Trai phê bình) và Trình bản (bản chữ rời, do Trình Vĩ Nguyên và Cao Ngạc đồng xuất bản).

### Các bản 80 hồi
Trước năm 1791, Hồng lâu mộng chỉ có 80 hồi và mang tên Chi Nghiễn Trai trùng bình Thạch đầu ký 脂砚斋重评石头记, trong đó ngoài phần chính văn còn có lời bình. Các bản quan trọng là:
- Bản Giáp Tuất (1754): mang tên Chi Nghiễn Trai trùng bình Thạch đầu ký, hiện còn lại 16 hồi (từ hồi 1 - hồi 8, hồi 13 - hồi 16, hồi 25 - 28), một quyển gồm 4 hồi, tổng cộng là 4 quyển.
- Bản Kỉ Mão (1759): mang tên Chi Nghiễn Trai trùng bình Thạch đầu ký, hiện còn lại các hồi: 1 - 20, 31 - 40, nửa sau hồi 55, 56 - 58, nửa đầu hồi 59, 61 - 63, 65, 66, 68 - 70.
- Bản Canh Thìn (1760): mang tên Chi Nghiễn Trai trùng bình Thạch đầu ký, còn lại 78 hồi, khuyết hai hồi 64 và 67, chia thành 8 quyển, mỗi quyển 10 hồi, trong đó các hồi 17, 18 chưa phân hồi, hồi 19 không có đề mục. Đây được xem là bản phê bình Thạch đầu ký hoàn chỉnh nhất hiện nay.

### Các bản 120 hồi
- Bản Trình Giáp (1791): mang tên Hồng lâu mộng, Trình Vĩ Nguyên và Cao Ngạc đồng xuất bản, 120 hồi.
- Bản Trình Ất (1792): mang tên Hồng lâu mộng, Trình Vĩ Nguyên và Cao Ngạc đồng xuất bản, 120 hồi.

### Các bản khác
Trên đây là năm bản Hồng lâu mộng quan trọng nhất mà các nhà Hồng học thường dùng để nghiên cứu. Ngoài ra Hồng lâu mộng còn có các bản sau:
- Bản Mông Cổ Vương phủ: gọi tắt là bản Mông phủ, mang tên Thạch đầu ký, phát hiện ở Vương phủ Mông Cổ vào thời nhà Thanh, 120 hồi.
- Bản Thích Tự: còn gọi là bản Thạch Ấn, bản Thượng Hải, bản Nam Kinh, mang tên Thạch đầu ký, có lời tựa của Thích Lục Sinh, 80 hồi.
- Bản Dương Tàng: còn gọi là bản Mộng Cảo, do Dương Kế Chấn sưu tầm, 120 hồi.
- Bản Thư Tự: mang tên Hồng lâu mộng, còn lại từ hồi 1 - 40, có lời tựa của Thư Nguyên Vĩ vào năm Kỉ Dậu 1789.
- Bản Nga Tàng: nguyên tên là bản Liệt Tàng, hiện lưu trữ tại Sở Nghiên cứu phương Đông ở Sankt-Peterburg (Nga), còn lại 78 hồi, khuyết hồi 5, 6. Bản này không có tên thống nhất, trừ một số ít hồi đề tên Hồng lâu mộng, các hồi khác đều đề tên Thạch đầu ký.
- Bản Mộng Giác chủ nhân  (gọi tắt là bản Mộng Giác, còn gọi là bản Giáp Thìn - 1784): mang tên Hồng lâu mộng, có lời tựa của Mộng Giác chủ nhân, 80 hồi.
- Bản Trịnh Tàng: còn lại hồi 23, 24, do Trịnh Chấn Đạc sưu tầm.
- Bắc Sư đại bản: còn lại 78 hồi, từ hồi 1 - 80, khuyết hai hồi 64 - 67, tổng cộng 16 quyển, hiện lưu trữ ở thư viện Trường Đại học sư phạm Bắc Kinh.
- Bản Biện Tàng: còn lại 10 hồi đầu. Đây là bản mới phát hiện, năm 2006 nhà sưu tập người Thâm Quyến là Biện Diệc Văn mua được trong một cuộc đấu giá ở Thượng Hải.

### Các bộ sách viết tiếp Hồng lâu mộng
Do Hồng lâu mộng được nhiều người yêu thích nên có ngót 40 bộ sách viết tiếp như Hậu Hồng lâu mộng, Hồng lâu mộng bổ, Hồng lâu viên mộng... và có đến hơn 20 bộ phỏng tác như Kính hoa duyên, Thủy Thạch duyên. Gần đây có:
- Hồng lâu mộng tân bổ của tác giả Trương Chi, gồm 30 hồi, xuất bản năm 1984.
- Tào Chu bản của tác giả Chu Ngọc Thanh, gồm 39 hồi, xuất bản năm 1997.
- Gần đây nhất là Hậu Hồng lâu mộng của tác giả Hồ Nam với bút danh Vũ Sơn Tuyết, xuất bản năm 2007[1].

## Thi pháp nhân vật

### Những nét mới trong thi pháp
Hồng Lâu Mộng không những đã đưa lại một nội dung mới mang ý nghĩa thời đại; nó còn làm được một việc vĩ đại nữa là đổi mới thi pháp tiểu thuyết Trung Quốc. Lỗ Tấn nói: "Từ khi Hồng Lâu Mộng ra đời, tư tưởng và cách viết truyền thống đã bị phá vỡ". Tiểu thuyết Trung Quốc trước đây, chủ yếu là tiểu thuyết chương hồi như Tam quốc, Thủy hử, Tây du... thiên về mô tả hành động, miêu tả hoạt động bên ngoài và lời nói của nhân vật. Con người trong những tiểu thuyết đó, sản phẩm của một nền kinh tế nông nghiệp mang tính chất phương thức sản xuất châu á, có bề giản đơn, nhất quán trong một tính cách, rạch ròi trung, nịnh đôi đường. Những truyện ngắn "truyền kì", những truyện ngắn trong Liêu Trai đã bắt đầu thấm đẫm màu sắc con người thị dân với những khát vọng nồng nhiệt hơn, phức tạp hơn nhưng vẫn chưa có một thi pháp tiểu thuyết thực sự phản ánh một cách nhìn mới về con người. Hồng Lâu Mộng đã làm được việc đó. Dĩ nhiên là trong những hạn chế gay gắt của thời đại. Dù cho có những nhân tố tư bản chủ nghĩa, nhân tố kinh tề hàng hóa, thị trường, thành phố, thị dân... xã hội Trung Quốc vẫn là xã hội phong kiến, và cái con người "mới" mà người ta chờ đợi đó đã xuất hiện chưa hoàn chỉnh; thi pháp tiểu thuyết trong Hồng Lâu Mộng đã mang một số nhân tố mới của tiểu thuyết cận đại phương Tây, nhưng nó không thể đi xa hơn nũa. Nó vẫn còn bị giam mình trong cái khung tiểu thuyết chương hồi truyền thống, lấy "kể việc" làm phương tiện chủ yếu khám phá của con người.

### Xây dựng nhân vật
Trước hết, đó là cách nhìn con người trong sự phát triển đầy mâu thuẫn, sự phát triển biện chứng, có chiều sâu đầy kịch tính, được chiếu rọi từ nhiều phía và được đặt trong những mối quan hệ phức tạp.

#### Giả Bảo Ngọc
Số phận và tính cách của Bảo Ngọc đã được tác giả miêu tả không đơn giản. Đó là mâu thuẫn giữa khát vọng tự do và sự ràng buộc nặng nề của gia đình và xã hội phong kiến. Đó là tình yêu chân thành và quý báu như chính sinh mệnh của anh ta và lạ thay, anh ta hầu như chẳng làm được gì, chẳng chiến đấu dũng mãnh gì để đoạt lấy hạnh phúc! Mọi việc gần như đã phó mặc! Trước khi chết, Lâm Đại Ngọc oán giận, đau buồn đốt khăn tặng, đốt tập thơ..., không phải là không có lý! Anh ta chưa bao giờ xứng đáng là một trang "tu mi nam tử" có lý tưởng, kiên định! Vấp phải những mâu thuẫn nghiệt ngã của thời đại, anh ta sinh ra đau thần kinh, mắc chứng "ngây", cứ cười hì hì suốt ngày. Điều đó càng đẩy sâu anh ta vào bi kịch. Cuối cùng giải pháp "đi tu" - phản ánh sự từ chối, sự phản kháng dầu yếu ớt - đã được anh ta chọn lựa. Đi thi và thi đỗ cao để an ủi gia đình, rồi bỏ trốn đi tu, Bảo Ngọc đã đi hết sự phát triển tính cách một cách hợp lý và quả là qua số phận anh ta, như một số nhà nghiên cứu nhận định, có sự gởi gắm, có sự thể hiện một phần nào bản thân tác giả. Đó đúng là một số phận tiểu thuyết theo ý nghĩa hiện đại của từ này.

#### Lâm Đại Ngọc

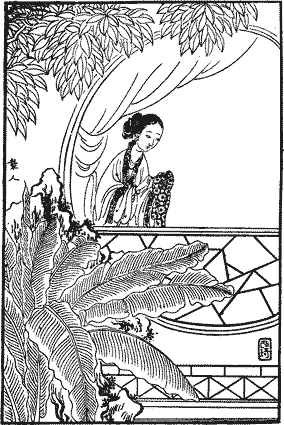
Một bản tranh khắc gỗ thời Thanh

Lâm Đại Ngọc là một tính cách thú vị khác. Nàng yêu Bảo Ngọc, nhưng do thân phận của nàng, mỗi khi Bảo Ngọc ngỏ lời là nàng lại giận hờn, buồn tủi, làm ra vẻ cự tuyệt... "Bảo Ngọc cười nói: - Tôi là người nhiều sầu, nhiều bệnh, cô là trang nghiêng nước nghiêng thành.(3) Đại Ngọc nghe thấy câu ấy, mặt và tai đỏ bừng lên, lập tức dựng ngược lông mày, như cau lại mà không phải là cau, trố hai con mắt, như trợn mà không phải trợn. Má đào nổi giận, mặt phấn ngậm hờn, trỏ vào mặt Bảo Ngọc: - Anh nói bậy, muốn chết đấy! Dám đem nhũng lời lẳng lơ suồng sã lăng nhăng để khinh nhờn tôi! Tôi về mách cậu mợ đấy". Điều đó làm cho nàng trở nên đáng yêu và tội nghiệp, làm cho nàng trở nên nhiều nữ tính hơn. Không một nét giả dối, nàng là một nhân vật đã hiện ra với chiều sâu tâm lý đa dạng, được bộc lộ qua tình yêu, qua những quan hệ khác. Phút cuối cùng nàng nghe nói Bảo Ngọc sắp lấy vợ, và người được chọn sẽ là người trong phủ, nàng chắc mẩm người đó sẽ là mình, chứa chan hy vọng, và từ đau buồn tuyệt vọng, trong ốm đau, nàng trở lại sống linh hoạt, tươi đẹp... Ai hay đó là phút nàng ở gần sự kết thúc nhất. Những cảnh như vậy làm cho nhân vật thực, gần gũi, phong phú, hấp dẫn.... và về mặt soi rọi tâm lý nhân vật, đã đạt đến trình độ của nhân vật tiểu thuyết hiện đại. 

#### Tiết Bảo Thoa
Tiết Bảo Thoa là một tính cách gần như đối nghịch với Lâm Đại Ngọc, Giả Bảo Ngọc; chính những nhân vật trong Hồng Lâu Mộng đã phát triển trong sự đối nghịch như vậy, làm cho cuốn tiểu thuyết có nhiều gương mặt, nhiều hợp âm. Tiết Bảo Thoa là một nhân vật phụ nữ lý tính. Nàng còn ít tuổi mà đầy bản lĩnh, ở nàng tất cả đều đúng mực, hợp lý, logic, nàng là hiện thân của nguyên lý đạo đức phong kiến. Bao giờ nàng cũng là một người con gái sống cho gia đình, sống cho ý định người khác - và ý định đó luôn được nàng chấp nhận vì đó cũng chính là của nàng. Sự hòa hợp giữa nàng và gia pháp phong kiến là điều hoàn toàn tự nguyện. Nàng là người có học, xem nhiều sách, biết làm thơ, nhưng lại tâm sự và răn đe Đại Ngọc: "Bọn con gái chúng ta không biết chữ càng tốt... Ngay đến cả việc làm thơ, viết chữ đã không phải là phận sự chị em mình, mà cũng không phải phận sự của bọn con trai nữa. Người con trai đọc sách nhiều phải hiểu nghĩa lý để ra giúp dân trị nước mới đúng...". Với Bảo Ngọc, một người không yêu nàng, nhưng nàng theo sự sắp đặt của bề trên, lấy Bảo Ngọc không một chút tự ái; nàng làm bổn phận của người vợ, khuyên giải chồng, "lý sự" với chồng: "... chứ bây giờ gặp đến vua thánh, nhà ta mấy đời đội ơn triều đình, cha ông được hưởng biết bao sung sướng..."(tập IV). Nếu nói "bản chất" và "bản lĩnh" giai cấp thì quả nàng là hiện thân của giai cấp. Khi con hầu Kim Xuyến nhảy xuống giếng tự tử, Vương phu nhân cảm thấy lương tâm cắn rứt, nhưng nàng thì không, nàng tươi cười, an ủi đổ lỗi cho Kim Xuyến và nói: "Dì cũng chẳng nên lo lắng buồn bã làm gì, chỉ cần cho vài lạng bạc làm ma cho nó là trọn tình chủ tớ rồi". Nàng đã bày kế "ve sầu lột xác" để đánh lừa bọn con hầu, tránh điều bất lợi cho mình. Bảo Thoa lúc nào cũng tỉnh táo, cũng lắm mẹo. Nhưng nàng cũng là một nhân vật đáng thương. Nàng ít nhiều cũng yêu Giả Bảo Ngọc mà tự kiềm chế, và cuối cùng, với tất cả sức lực và nghị lực, với tất cả sự chân tình, nàng muốn có hạnh phúc trong cuộc sống phong kiến với Bảo Ngọc, nhưng rốt cuộc nàng cũng trở thành một nhân vật bi kịch. Bi kịch của nàng là bi kịch của một người trung thành với đạo đức phong kiến.

## Ý nghĩa
Hồng Lâu Mộng là một bức tranh hiện thực rộng lớn về xã hội phong kiến Trung Quốc trên con đường suy tàn. Cái vẻ ngoài tôn nghiêm nề nếp không che đậy được thực chất mọt ruỗng của giới thượng lưu sống trong Giả phủ. Cuộc sống xa hoa, dâm ô cố hữu của giai cấp bóc lột và những mối quan hệ tàn nhẫn giữa họ với nhau đã đưa Giả phủ vào con đường tàn tạ không cứu vãn được. Đó chính là hình ảnh thu nhỏ của xã hội Trung Quốc đời Thanh. Cái cảm giác "cây đổ vượn tan", "chim mỏi về rừng" đã chi phối ngòi bút Tào Tuyết Cần, chứng tỏ ông là nhà văn hiện thực báo hiệu buổi hoàng hôn của chế độ phong kiến. Với nhãn quan của một người dân chủ, nhà văn còn nhìn thấy những con người mới mang tư tưởng phản truyền thống. Giả Bảo Ngọc, Lâm Đại Ngọc chính là những đứa con "bất hiếu" của gia đình mình, họ chống quan niệm trọng nam khinh nữ truyền thống, chán ghét khoa cử công danh, theo đuổi một cuộc sống tự do, chống lại khuôn phép ràng buộc. Họ yêu nhau vì phản nghịch, càng phản nghịch họ càng yêu nhau. Đó là hồi âm của cuộc đấu tranh giữa cái mới và cái cũ, giữa tư tưởng dân chủ sơ khai và tư tưởng phong kiến.

## Đánh giá
Hồng lâu mộng được xếp vào hàng một trong Tứ đại danh tác Trung Hoa gồm Hồng lâu mộng, Tam Quốc diễn nghĩa của La Quán Trung, Tây du ký của Ngô Thừa Ân và Thủy Hử của Thi Nại Am, được đánh giá là "tuyệt thế kì thư" (pho sách lạ nhất đời), thật sự phản ánh toàn diện và sâu sắc gương mặt văn hoá Trung Hoa.
Sự truyền bá rộng rãi của cuốn tiểu thuyết này đã dẫn đến việc ra đời một ngành học lấy tên là Hồng học. Giới nghiên cứu tổ chức định kì Hội thảo Hồng lâu mộng có quy mô toàn quốc. Sở nghiên cứu Hồng lâu mộng có tạp chí chuyên san để đăng tải những nghiên cứu về Hồng lâu mộng... Hồng học ngày nay đã trở thành một ngành học vấn ở phạm vi quốc tế. Trên thế giới chỉ có nhà soạn kịch vĩ đại Shakespeare là cũng có vinh dự này.
Hồng Thu Phiên trong Hồng lâu mộng quyết vi nói về bút pháp Hồng lâu mộng:
Hồng lâu mộng lập ý mới, bố cục khéo, từ ngữ đẹp, đầu mối rõ, khởi kết kì, đan cài diệu, miêu tả thật, sắp xếp tài, kể việc thực, nói tình thiết, đặt tên sát, dùng bút kín, cái tài tình thật không kể xiết. Hơn nữa chế giễu thì được cái hậu của nhà thơ, khen chê thì có cái tài của sử bút, kể chuyện ma không cảm thấy hoang đường, tả sự vật không cảm thấy chồng chất, không lời nào tự mâu thuẫn, không việc nào bất trúng nhân tình. Ngoài ra như chúc tết mừng tuổi, mừng thọ lo tang, xem bói bốc thuốc, thách rượu gá bạc, mất của gặp ma, bị cháy gặp cướp, cho đến những việc vặt vãnh gia thường, tư tình nhi nữ, không có chuyện gì mà không ghi đủ. Đến như cầm kì thi họa, y bốc tính mệnh, giải quyết rất tinh, sắp đặt xác đáng. Nhưng đặc biệt tôi cho rằng không có gì tài khéo hơn là thơ từ câu đối hoành phi, lệnh phạt rượu, câu đố đèn, kèm thêm văn từ, điểm diễn hí khúc, không một chỗ nào là không ám hợp với ý chính, nhất bút song quan. Quả là một cuốn sách không tiền tuyệt hậu, độc tuyển trên đời

Lỗ Tấn cũng nhận xét:
Điểm khác biệt của Hồng lâu mộng với các cuốn tiểu thuyết trước đây là dám tả thật không che đậy. Bởi vậy, các nhân vật được miêu tả ở đây đều là những con người thật. Nói chung sau khi Hồng lâu mộng ra đời, cách viết và cách tư duy truyền thống đã hoàn toàn bị phá vỡ...

Thôi Đạo Di cũng nhận xét:
Đối với tôi không có một tác phẩm văn học nào có thể so tài với Hồng lâu mộng về cách sáng tạo câu chuyện và nhân vật chân thật, sống động, bền bỉ... Có thể nói, đọc Hồng lâu mộng không chỉ khiến chúng ta hiểu lịch sử mà còn giúp chúng ta hiểu hiện thực cuộc sống

Nhà Hán học Xô Viết nổi tiếng, viện sĩ N.S.Konrad đánh giá Hồng lâu mộng như sau:
Tiểu thuyết Hồng lâu mộng là một tác phẩm hiện thực chủ nghĩa tiêu biểu. Đó là một bức tranh vĩ đại về quy mô cũng như về ý nghĩa của cuộc sống xã hội Trung Quốc thế kỉ XVIII

Cuốn Lịch sử văn học Trung Quốc, tập 2 thì khẳng định:
Thành tựu to lớn của Hồng lâu mộng trước hết ở tài xây dựng nhân vật, và xây dựng rất nhiều nhân vật cùng một lúc... Những nhân vật đó sống động, có máu thịt, có cá tính rõ nét. Có một số nhân vật nhà văn chỉ phác hoạ sơ qua vài nét nhưng cũng để lại ấn tượng sâu sắc cho người đọc. Đáng chú ý là, trong Hồng lâu mộng, Tào Tuyết Cần miêu tả nhiều nhất là phụ nữ, mà chủ yếu lại là những thiếu nữ giống nhau hoặc na ná như nhau về độ tuổi, hoàn cảnh sống, cách sống. Rõ ràng điều đó làm cho việc miêu tả gặp rất nhiều khó khăn. Nhưng Tào Tuyết Cần không những có thể miêu tả được hết sức rõ ràng cá tính của từng người, mà đến cả những tính cách gần giống nhau chỉ khác ở những nét đặc trưng hết sức tinh tế, cũng được ông khắc hoạ rõ ràng tỉ mỉ...

Sức hấp dẫn của tác phẩm làm người ta say mê đến nỗi còn lưu truyền bốn câu thơ:

Tổ khoát toàn bằng nha phiến yên
Hà phương tác quỷ thả thần tiên
Khai đàm bất thuyết Hồng Lâu Mộng
Độc tận thi thư diệc uổng nhiên

Nghĩa là:

Thuốc phiện ngào ngạt nơi gác tía,
Ma quỷ, thần tiên có hại chi?
Văn chương không nói Hồng Lâu Mộng
Đọc hết Thi, Thư liệu ích gì?

Vào khoảng tháng 10 năm 1954, từ bức thư của Mao Trạch Đông, một cuộc tranh luận về giá trị cách mạng của những tác phẩm văn học cổ điển đã lan ra khắp đất nước Trung Quốc. Mao Trạch Đông đã đọc nhiều lần Hồng Lâu Mộng và những công trình nghiên cứu về tác phẩm này. Cuối cùng ông đưa ra một kết luận thật bất ngờ: 
Mỗi người nên đọc cuốn tiểu thuyết này 5 lần trước khi muốn đưa ra bất kì một nhận xét gì về nó. Dẫu đã từng được cày nát qua nhiều thế kỉ, cuốn sách với hơn 600 nhân vật độc đáo và đa dạng Hồng Lâu Mộng vẫn là một kho chứa nhiều điều bí ẩn.

Trong những năm gần đây, các cuộc tranh cãi về Hồng Lâu Mộng ngày càng gay gắt hơn, đặc biệt là khi diễn ra cuộc tuyển chọn diễn viên quy mô lớn cho phiên bản mới của bộ phim dựa vào tác phẩm này. 
Bắt đầu từ tháng 8 năm 2006, cuộc tuyển chọn diễn viên cho ba nhân vật chính Giả Bảo Ngọc, Tiết Bảo Thoa và Lâm Đại Ngọc được tổ chức trên mạng Làn sóng mới, đã thu hút hàng chục ngàn thanh thiếu niên đang sống tại Trung Quốc và nước ngoài tham gia. 
Chỉ riêng việc tuyển chọn diễn viên quy mô lớn và rầm rộ suốt một năm qua khiến bộ phim truyền hình Hồng Lâu Mộng chưa quay đã "sốt" và cũng đã trở thành một hiện tượng độc nhất vô nhị nữa. Các diễn viên tham gia tuyển chọn không chỉ trên quy mô toàn đất nước Trung Quốc với hơn 1,3 tỷ người mà còn đến từ nhiều quốc gia châu Á khác như: Nhật Bản, Hàn Quốc, Singapore, Thái Lan, Malaysia....

## Chuyển thể
Hơn 200 năm nay, Hồng Lâu mộng là đề tài hấp dẫn vô cùng vô tận của sân khấu và điện ảnh, hơn 20 lần chuyển thể thành phim điện ảnh và truyền hình, trong đó hoàn chỉnh nhất có:
- 1977 - Phim điện ảnh Kim Ngọc Lương Duyên Hồng Lâu Mộng, đạo diễn Lý Hàn Tường, diễn viên chính Lâm Thanh Hà, Trương Ngải Gia.
- 1977 - Phim truyền hình Hồng lâu mộng, diễn viên chính Ngũ Vệ Quốc, Mao Thuấn Quân, Mễ Tuyết
- 1987 - Phim truyền hình Hồng Lâu Mộng, đạo diễn Vương Phù Lâm, diễn viên chính Âu Dương Phấn Cường, Trần Hiểu Húc
- 2010 - Phim truyền hình Tân Hồng Lâu Mộng, đạo diễn Lý Thiếu Hồng, diễn viên chính Dương Dương, Vu Tiểu Đồng, Tưởng Mộng Tiệp